# فلاديسلاف تيرنافسكي
فلاديسلاف تيرنافسكي (بالروسية: Тернавский, Владислав Михайлович)‏ (مواليد 2 مايو 1969) هو لاعب كرة قدم. يلعب مع منتخب روسيا لكرة القدم. سبق له أن لعب في كأس العالم لكرة القدم مع منتخب بلاده.

## روابط خارجية
- فلاديسلاف تيرنافسكي على موقع الاتحاد الدولي (مؤرشف)  (الإنجليزية)
- فلاديسلاف تيرنافسكي على موقع اتحاد أوكرانيا (الإنجليزية)
- فلاديسلاف تيرنافسكي على موقع قاعدة بيانات كرة القدم.إي يو (الإنجليزية)
- فلاديسلاف تيرنافسكي على موقع ناشيونال فوتبول تيمز (الإنجليزية)
- فلاديسلاف تيرنافسكي على موقع عالم كرة القدم.نت (الإنجليزية)